# Persone di cognome Holland
| Questa pagina contiene informazioni ricavate automaticamente dalle voci biografiche con l'ausilio del template Bio e di un bot. L'aggiornamento è periodico e automatico e ricostruisce completamente la pagina. Se manca una persona in questa lista, sei pregato di non aggiungerla, ma accertati piuttosto che la sua voce biografica contenga il template Bio e che i dati anagrafici siano correttamente compilati. Se il template Bio manca, inseriscilo tu stesso o, in alternativa, metti l'avviso {{tmp\|Bio}} che ne segnala la mancanza. Se i dati riportati sono sbagliati, correggi direttamente la voce biografica; le modifiche saranno visibili in questa lista entro pochi giorni. Per chiarimenti vedi il progetto antroponimi. La lista contiene solo le 86 persone che sono citate nell'enciclopedia e per le quali è stato implementato correttamente il template Bio. Pagina aggiornata al 23 lug 2025. |

Questa è una lista di persone presenti nell'enciclopedia che hanno il cognome Holland, suddivise per attività principale.

## Ammiragli(1)
- Lancelot Holland, ammiraglio britannico (Middleton Cheney, n. 1887 - Stretto di Danimarca, † 1941)

## Animatori(1)
- Savage Steve Holland, animatore e regista statunitense (Albuquerque, n. 1958)

## Arbitri di calcio(1)
- Arthur Holland, arbitro di calcio inglese (Birmingham, n. 1922 - Barnsley, † 1987)

## Architetti(1)
- Henry Holland, architetto britannico (n. 1745 - † 1806)

## Attori(4)
- Cecil Holland, attore e truccatore britannico (Gravesend, n. 1887 - Los Angeles, † 1973)
- Tom Holland, attore britannico (Londra, n. 1996)
- André Holland, attore statunitense (Bessemer, n. 1979)
- Anthony Holland, attore statunitense (New York, n. 1928 - New York, † 1988)

## Attrici(2)
- Jennifer Holland, attrice statunitense (Chicago, n. 1987)
- Willa Holland, attrice e modella statunitense (Los Angeles, n. 1991)

## Attrici pornografiche(1)
- Deidre Holland, ex attrice pornografica olandese (Amersfoort, n. 1966)

## Batteristi(2)
- Dave Holland, batterista britannico (Northampton, n. 1948 - Lugo, † 2018)
- W.S. Holland, batterista statunitense (Saltillo, n. 1935 - Jackson, † 2020)

## Biografi(1)
- Merlin Holland, biografo britannico (Londra, n. 1945)

## Calciatori(7)
- Chris Holland, ex calciatore inglese (Whalley, n. 1975)
- Fabian Holland, calciatore tedesco (Berlino, n. 1990)
- James Holland, ex calciatore australiano (Sydney, n. 1989)
- John Holland, ex calciatore maltese (n. 1953)
- Jonathan Holland, ex calciatore maltese (Pietà, n. 1978)
- Julian Holland, ex calciatore maltese (n. 1952)
- Matt Holland, ex calciatore irlandese (Bury, n. 1974)

## Calciatrici(1)
- Ceri Holland, calciatrice gallese (West Yorkshire, n. 1997)

## Cantanti(1)
- Dexter Holland, cantante e chitarrista statunitense (Garden Grove, n. 1965)

## Cantautori(2)
- Brian Holland, cantautore e produttore discografico statunitense (Detroit, n. 1941)
- Eddie Holland, cantautore e produttore discografico statunitense (Detroit, n. 1939)

## Cantautrici(1)
- Jolie Holland, cantautrice statunitense (Houston, n. 1975)

## Cestiste(1)
- Kedra Holland-Corn, ex cestista statunitense (Houston, n. 1974)

## Cestisti(9)
- Bill Holland, cestista statunitense (Greenville, n. 1914 - Plymouth, † 2000)
- Brad Holland, ex cestista e allenatore di pallacanestro statunitense (Billings, n. 1956)
- Joe Holland, cestista statunitense (Birmingham, n. 1925 - Charleston, † 2010)
- Terry Holland, cestista, allenatore di pallacanestro e dirigente sportivo statunitense (Clinton, n. 1942 - Charlottesville, † 2023)
- Delonte Holland, ex cestista statunitense (Greenbelt, n. 1982)
- Demarcus Holland, cestista statunitense (Tyler, n. 1994)
- John Holland, cestista statunitense (New York, n. 1988)
- Wilbur Holland, cestista statunitense (Phenix City, n. 1951 - Columbus, † 2022)
- Yuanta Holland, ex cestista e allenatore di pallacanestro statunitense (Dayton, n. 1978)

## Compositori(1)
- Dave Holland, compositore e contrabbassista inglese (Wolverhampton, n. 1946)

## Disegnatori(1)
- Brad Holland, disegnatore, illustratore e pittore statunitense (Fremont, n. 1943 - † 2025)

## Fisici(1)
- John Henry Holland, fisico, matematico e informatico statunitense (n. 1929 - † 2015)

## Giocatori di baseball(1)
- Greg Holland, giocatore di baseball statunitense (Marion, n. 1985)

## Giocatori di football americano(3)
- Jevon Holland, giocatore di football americano canadese (Coquitlam, n. 2000)
- Johnny Holland, ex giocatore di football americano e allenatore di football americano statunitense (Bellville, n. 1965)
- Jonathan Holland, giocatore di football americano statunitense (Monroe, n. 1985)

## Giocatori di poker(1)
- Randy Holland, giocatore di poker canadese (Calgary, n. 1951)

## Ingegneri(2)
- Clifford Milburn Holland, ingegnere statunitense (Somerset, n. 1883 - Battle Creek, † 1924)
- John Philip Holland, ingegnere irlandese (Liscannor, n. 1840 - Newark, † 1914)

## Militari(1)
- Edward James Gibson Holland, militare canadese (Ottawa, n. 1878 - Cobalt, † 1948)

## Modelle(2)
- Kimberly Holland, modella statunitense (Humble, n. 1982)
- Tara Dawn Holland, modella e attrice statunitense (Overland Park, n. 1972)

## Nobili(9)
- Alianore Holland, nobile britannica (Upholland, n. 1370 - † 1405)
- Edmund Holland, IV conte di Kent, nobile inglese (n. 1384 - † 1408)
- Eleanor Holland, nobile britannica (Upholland, n. 1386)
- Henry Holland, III duca di Exeter, nobile inglese (n. 1430 - † 1475)
- Joan Holland, nobile inglese (n. 1350 - † 1384)
- John Holland, II duca di Exeter, nobile e militare inglese (Devonshire, n. 1395 - Middlesex, † 1447)
- Margaret Holland, nobile inglese (n. 1385 - Londra, † 1439)
- Otho Holland, nobile e cavaliere medievale inglese (Brackley, n. 1316 - † 1359)
- Thomas Holland, I duca di Surrey, nobile inglese (Fotheringhay, n. 1374 - † 1400)

## Nuotatori(1)
- Stephen Holland, ex nuotatore australiano (n. 1958)

## Ostacolisti(1)
- John Holland, ostacolista neozelandese (Auckland, n. 1926 - † 1990)

## Paleontologi(1)
- William Jacob Holland, paleontologo, zoologo e entomologo statunitense (Giamaica, n. 1848 - † 1932)

## Pianisti(1)
- Jools Holland, pianista, musicista e compositore inglese (Londra, n. 1958)

## Piloti automobilistici(1)
- Bill Holland, pilota automobilistico statunitense (Filadelfia, n. 1907 - Tucson, † 1984)

## Pistard(1)
- Charles Holland, pistard e ciclista su strada britannico (Aldridge, n. 1908 - Aldridge, † 1989)

## Pittori(1)
- James Holland, pittore inglese (Burslem, n. 1799 - Londra, † 1870)

## Politici(4)
- Edward Holland, politico statunitense (Albany, n. 1702 - New York, † 1756)
- Elmer Holland, politico statunitense (Pittsburgh, n. 1894 - Annapolis, † 1968)
- Sidney Holland, politico neozelandese (Canterbury, n. 1893 - Wellington, † 1961)
- Spessard Holland, politico e avvocato statunitense (Bartow, n. 1892 - Bartow, † 1971)

## Registe(1)
- Agnieszka Holland, regista e sceneggiatrice polacca (Varsavia, n. 1948)

## Registi(1)
- Tom Holland, regista, sceneggiatore e attore statunitense (Poughkeepsie, n. 1943)

## Saltatori con gli sci(1)
- Mike Holland, ex saltatore con gli sci statunitense (Barre, n. 1961)

## Sceneggiatori(1)
- Steve Holland, sceneggiatore, produttore televisivo e scrittore statunitense (n. 1968)

## Sciatrici alpine(1)
- Nancy Holland, ex sciatrice alpina canadese (Montréal, n. 1942)

## Scrittori(2)
- Tom Holland, scrittore, storico e sceneggiatore britannico (Oxford, n. 1968)
- Vyvyan Holland, scrittore e traduttore inglese (Londra, n. 1886 - Londra, † 1967)

## Scrittrici(1)
- Ekaterina Sedia, scrittrice russa (Mosca, n. 1970)

## Tenniste(1)
- Isabella Holland, ex tennista australiana (Brisbane, n. 1992)

## Teologi(1)
- Henry Scott Holland, teologo e scrittore britannico (Ledbury, n. 1847 - † 1918)

## Triatlete(1)
- Vicky Holland, triatleta britannica (Gloucester, n. 1986)

## Velocisti(1)
- William Holland, velocista statunitense (Boston, n. 1874 - Malden, † 1930)

## Senza attività specificata(5)
- Cyril Holland, britannico (Chelsea, n. 1885 - Neuve-Chapelle, † 1915)
- John Holland, I duca di Exeter, conte britannico (n. 1352 - † 1400)
- Nate Holland, ex snowboarder statunitense (Sandpoint, n. 1978)
- Thomas Holland, I conte di Kent, conte inglese (n. 1314 - † 1360)
- Thomas Holland, II conte di Kent, conte inglese (Upholland, n. 1350 - Arundel, † 1397)